# Florent Nanquette
Florent Nanquette, né à Paris 19e le 18 septembre 1884 et mort à Paris 8e le 21 mars 1955, est un architecte français.

## Biographie
Il est l'architecte communal des villes de Courbevoie (Hauts-de-Seine), Montreuil et Poissy dans les années 1920-1930.
Il travaille en association avec son confrère l’architecte Louis Nicolas.
Après la guerre, il construit des immeubles de logements sociaux et des immeubles de standing en collaboration avec l'architecte Henri Storoge.

## Réalisations
- École de plein air Méhul de Pantin
- HBM de la société la Seimaroise dans le parc de la Seigneurie à Pantin
- Hôtel de ville de Montreuil
- Hôtel de ville de Poissy
- Écoles Boissière et Fabien à Montreuil
- Immeuble 55 rue Jouffroy d’Abbans à Paris 17ème
- École Saint-Benoît de l’Europe à Bagnolet
- Lycée Paul-Lapie de Courbevoie
- Église Saint-Maurice de la Boissière à Montreuil

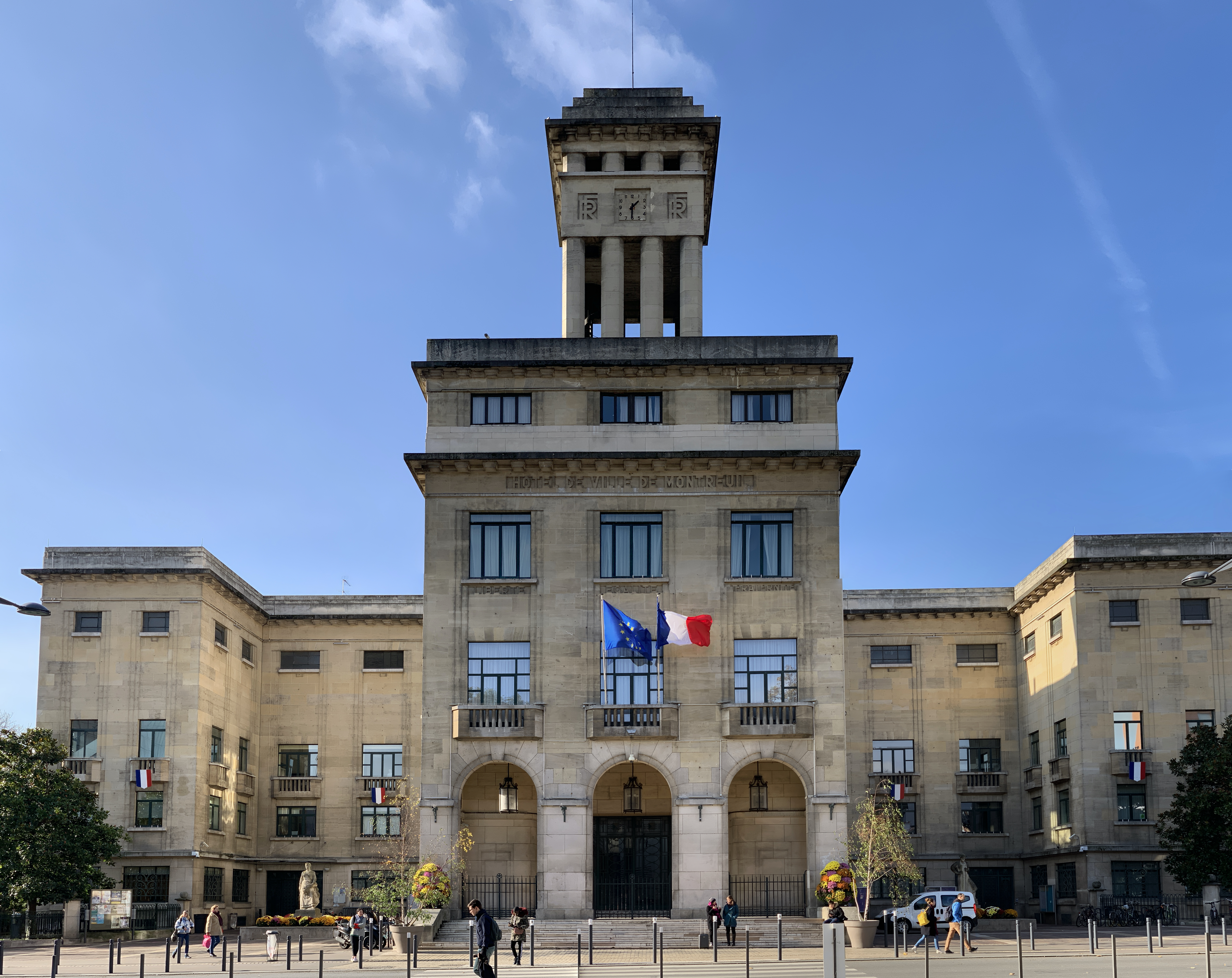
Hôtel de ville de Montreuil
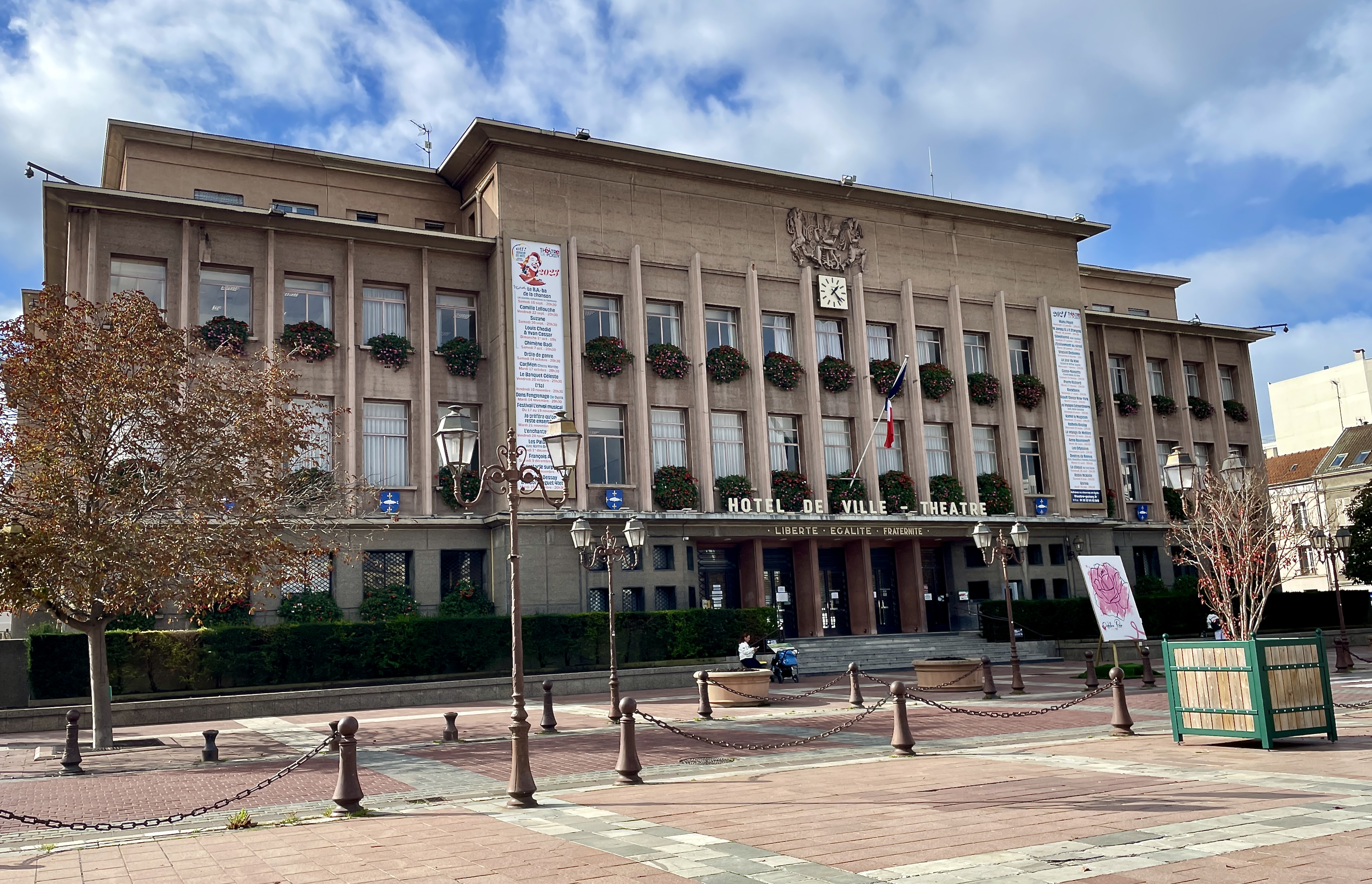
Hôtel de ville de Poissy
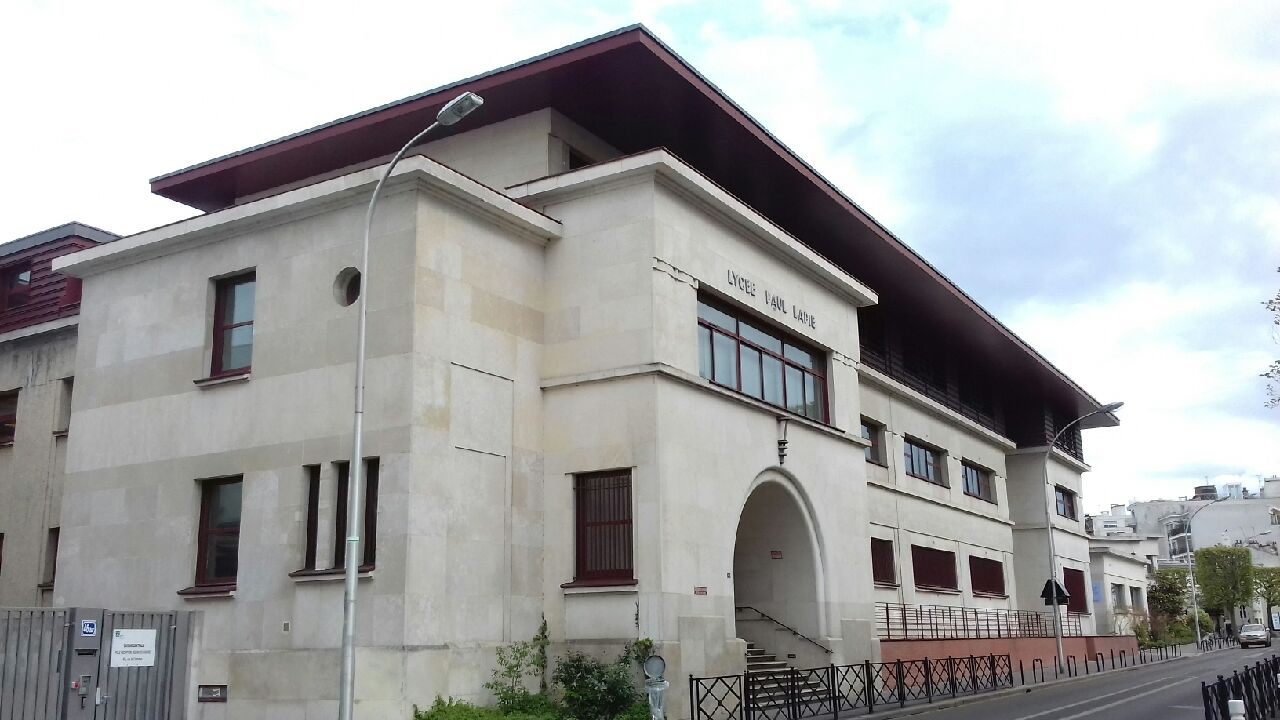
Lycée Paul Lapie à Courevoie
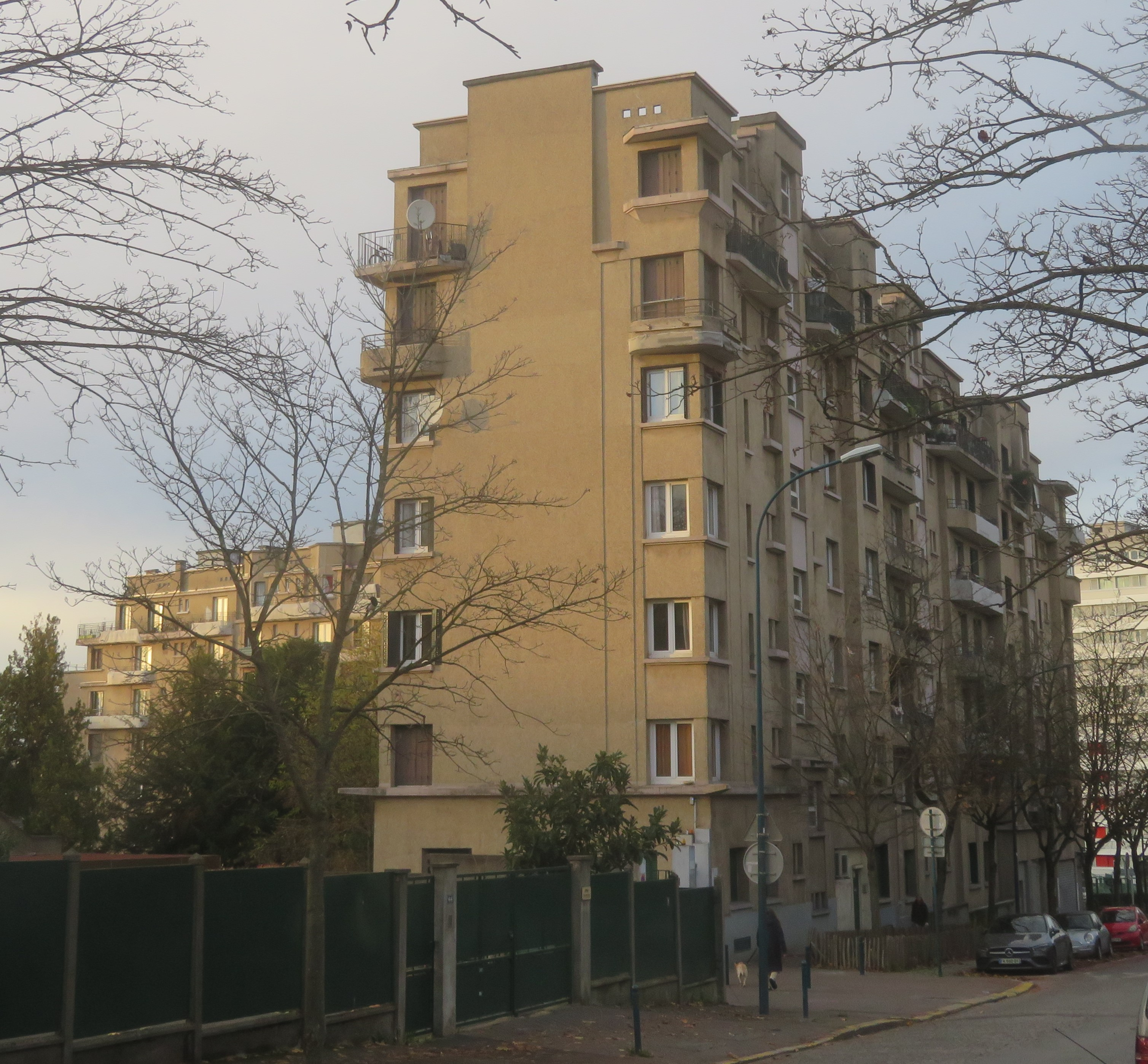
HBM rue Jules Auffret Pantin
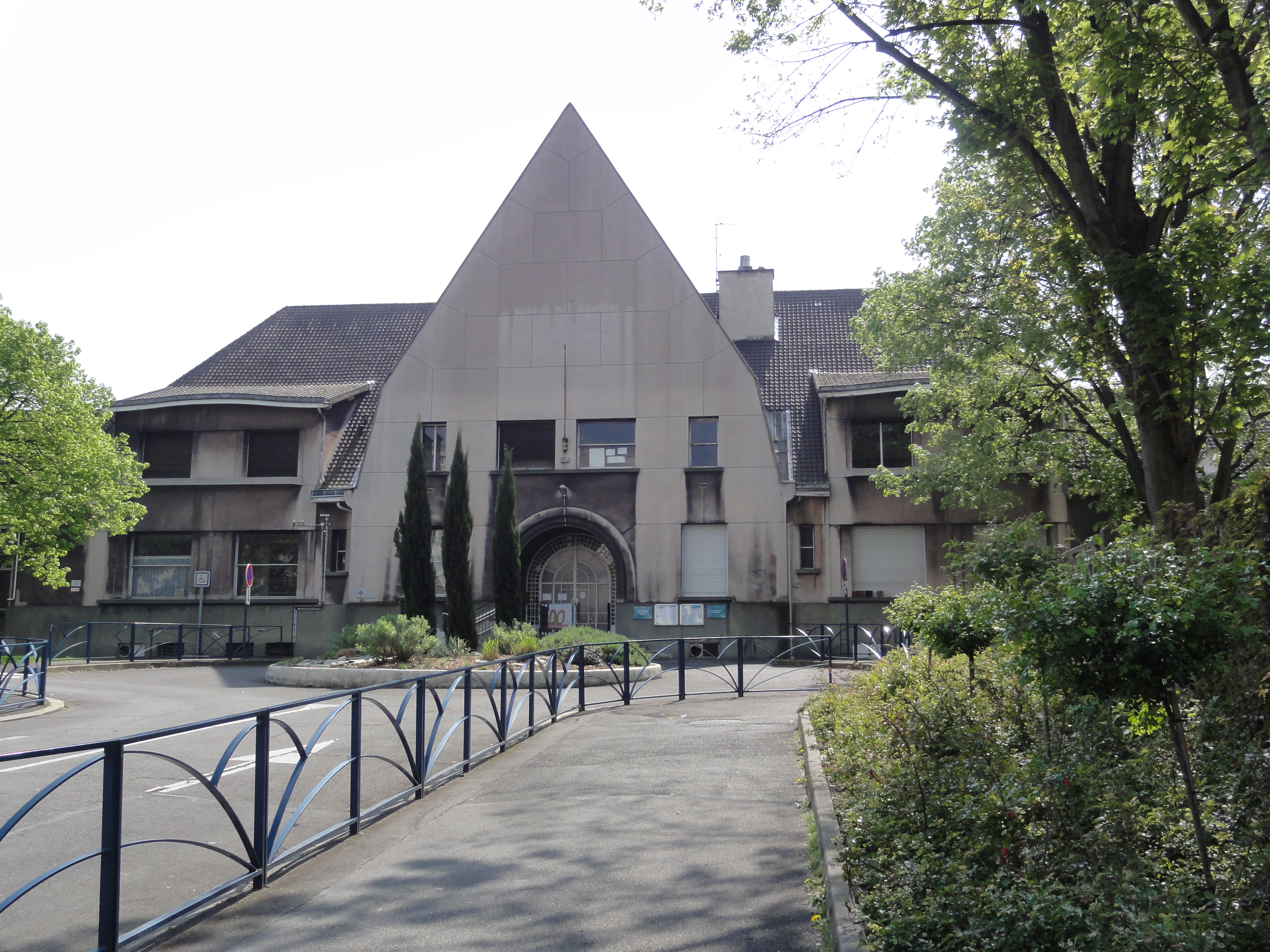
École de plein air Méhul